# Paramecium caudatum
Paramecium caudatum  är en art av encelliga protister i fylum Ciliater. De kan bli 0,33 mm långa och är täckta med små hårliknande organeller som kallas cilier. Cilierna används i förflyttning och utfodring. 